# Belaphotroctes simberloffi
Belaphotroctes simberloffi är en insektsart som beskrevs av Edward L. Mockford 1972. Belaphotroctes simberloffi ingår i släktet Belaphotroctes och familjen boklöss. Inga underarter finns listade i Catalogue of Life.